# Jacob von Staehlin-Storcksburg

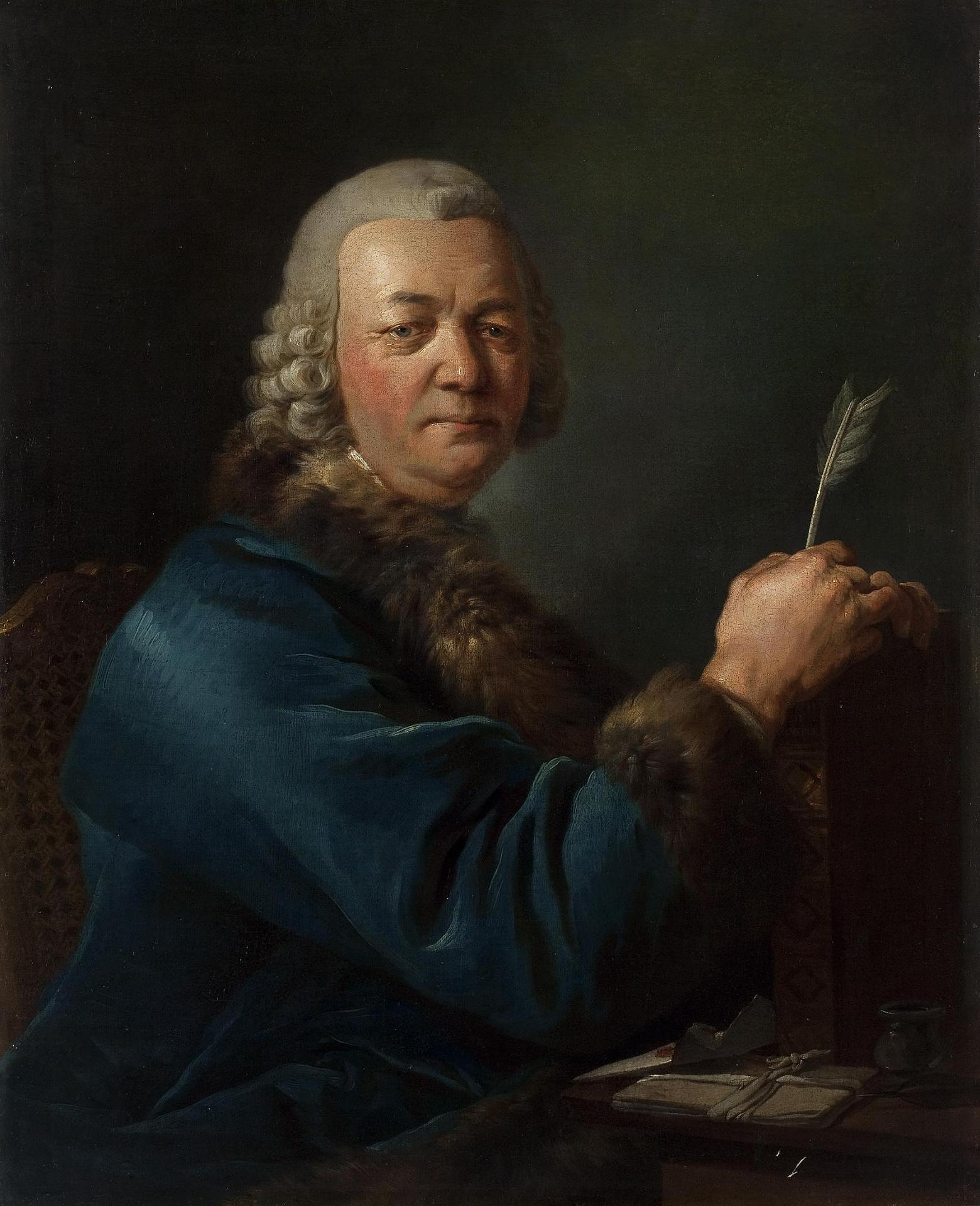
Jacob von Staehlin

Jacob von Staehlin‑Storcksburg (também: Jakow Jakowlewitsch Stäehlin; * 9 de maio 1709 em Memmingen; † 25 de junho 1785 em São Petersburgo, Rússia) foi um conselheiro de Estado germano‑russo e polímata a serviço da Rússia.

## Vida
Jacob von Staehlin nasceu em 9 de maio de 1709, em Memmingen, na Alta Suábia. Seus pais foram Jakob Stählin († 1757), membro do Grande Conselho, e sua primeira esposa, a filha de encadernador Elisabeth, nascida Müller. Era descendente da antiga família memmingense Stählin, composta por burgomestres e vereadores.
Em 1735, foi chamado para a Academia de Ciências da Rússia em São Petersburgo e, desde então, viveu na Rússia. Com ele mudaram‑se também seus meio‑irmãos mais novos, Heinrich Stählin, comerciante em São Petersburgo, e Johannes Stählin, doutor em medicina em Cronstadt. Em 1737, tornou‑se professor de Retórica na Academia; de 1742 a 1745 foi preceptor do futuro czar Pedro III e, posteriormente, seu bibliotecário. Apesar da ascensão de Catarina II ao trono em 1762, permaneceu ativo em comissões imperiais. Staehlin era casado com Elisaveta Ivanovna Reichmuth.
Publicou pesquisas históricas e geográficas e manteve intenso intercâmbio epistolar com estudiosos de todo o mundo. Reeditado inúmeras vezes, o seu título Originalanekdoten Peters des Großen, publicado pela primeira vez em alemão em Leipzig, em 1785, foi traduzido para o russo um ano depois. Essas anedotas serviram de base para o escritor russo Daniil Granin em seu livro Вечера с Петром Великим (romance de 2000; trad. alemã Peter der Große, 2001), no qual um grupo de cinco homens relata as histórias de Staehlin e as compara com a Rússia do início do século XXI.

## Obras (seleção)
- Zur Geschichte des Theaters in Rußland; Nachrichten von der Tanzkunst und Balletten in Rußland; Nachrichten von der Musik in Rußland (= Musikwissenschaftliche Studienbibliothek Peters). Edition Peters, Leipzig 1982. Reimpressão fotomecânica de: Johann Joseph Haigold’s Beylagen zum Neuveränderten Russland. Riga e Mitau 1769 (Cap. VIII), Riga e Leipzig 1770 (Caps. I/II). Com posfácio e índices de Ernst Stöckl.
- An account of the new northern archipelago, lately discovered by the Russians in the seas of Kamtschatka and Anadir. Londres 1774; archive.org (tradução para o inglês do original em alemão).
- Originalanekdoten von Peter dem Großen. Breitkopf, Leipzig 1785. Reimpressão: Winkler, Munique 1968. Digitalização